# National Provincial Championship Division 3 2005
La National Provincial Championship Division 3 2005 fue la vigésimo primera y última edición de la tercera división del principal torneo de rugby de Nueva Zelanda.
Fue la última edición antes de la división del National Provincial Championship en dos torneos, la Mitre 10 Cup y el Heartland Championship.

## Sistema de disputa
Los equipos enfrentan a los equipos restantes en una sola ronda.
- Los primeros cuatro equipos del torneo clasifican a semifinales, y posteriormente disputan la final.

## Clasificación
Tabla de posiciones
| Pos. | Equipo            | Encuentros | Encuentros | Encuentros | Encuentros | Tantos | Tantos | Tantos | PB | PB | Puntos |
| Pos. | Equipo            | PJ         | PG         | PE         | PP         | F      | C      | Dif    | BO | BD | Puntos |
| ---- | ----------------- | ---------- | ---------- | ---------- | ---------- | ------ | ------ | ------ | -- | -- | ------ |
| 1.º  | Wairarapa Bush    | 7          | 6          | 0          | 1          | 257    | 94     | +163   | 6  | 1  | 31     |
| 2.º  | Horowhenua-Kapiti | 8          | 7          | 0          | 1          | 189    | 123    | +66    | 5  | 0  | 29     |
| 3.º  | King Country      | 8          | 5          | 0          | 3          | 220    | 107    | +113   | 3  | 2  | 25     |
| 4.º  | Buller            | 8          | 5          | 0          | 3          | 153    | 149    | +4     | 2  | 1  | 23     |
| 5.º  | Mid Canterbury    | 7          | 2          | 0          | 5          | 108    | 149    | -41    | 1  | 2  | 11     |
| 6.º  | Thames Valley     | 7          | 2          | 0          | 5          | 131    | 185    | -54    | 1  | 1  | 10     |
| 7.º  | South Canterbury  | 7          | 2          | 0          | 5          | 98     | 191    | -93    | 1  | 1  | 10     |
| 8.º  | West Coast        | 7          | 0          | 0          | 7          | 79     | 237    | -158   | 0  | 2  | 2      |

|  | Semifinalistas. |

### Semifinales
| 8 de octubre | Wairarapa Bush | 20 - 14 | Buller |  |  |

| 15 de octubre | Horowhenua-Kapiti | 42 - 5 | King Country |  |  |

### Final
| 15 de octubre | Wairarapa Bush | 28 - 23 | Horowhenua-Kapiti |  |  |

| Bandera de Nueva Zelanda |
| Campeón Wairarapa Bush   |
| Primer título            |